# Darek Hodor
Dariusz-Marek „Darek“ Hodor (* 18. Dezember 1949) ist ein schwedischer Filmeditor.

## Leben
Nachdem Darek Hodor 1980 erstmals für den Schnitt von Mannen som blev miljonär und für den Tonschnitt von Flygnivå 450 verantwortlich war, arbeitete er fast 10 Jahre lang parallel an den unterschiedlichsten Filmen in diesen beiden Bereichen, bevor er mit Ängel seinen letzten Tonschnitt machte und sich von da an ausschließlich auf den Filmschnitt konzentrierte. Er arbeitete in den Folgejahren an international bekannten schwedischen Produktionen wie Zero Tolerance – Zeugen in Angst, Invisible – Gefangen im Jenseits und Die beste Mutter.
Aktuell lebt er in Sollentuna und ist Mitglied im föreningen sveriges filmklippare, dem schwedischen Verband für Filmeditoren.

## Filmografie (Auswahl)
- 1980: Flygnivå 450
- 1980: Mannen som blev miljonär
- 1983: Der Casanova von Schweden (Raskenstam) (Tonschnitt)
- 1983: Otto ist ein Nashorn (Otto er et næsehorn) (Tonschnitt)
- 1987: Mio, mein Mio (Mio, min Mio)
- 1989: Ängel (Tonschnitt)
- 1989: Valby – Das Geheimnis im Moor (Miraklet i Valby)
- 1989: Im Zeichen der Schlange (Kronvittnet)
- 1990: Guten Abend, Herr Wallenberg (God afton, Herr Wallenberg)
- 1992: Die Sonntagskinder (Söndagsbarn)
- 1993: Großvaters Reise (Morfars resa)
- 1994: Kommissar Beck – Verschlossen und versiegelt (Stockholm Marathon)
- 1996: Die Spur der Jäger (Jägarna)
- 1998: Commander Hamilton (Hamilton)
- 1999: Zero Tolerance – Zeugen in Angst (Noll tolerans)
- 2001: Executive Protection – Die Bombe tickt (Livvakterna)
- 2002: Invisible – Gefangen im Jenseits (Den osynlige)
- 2003: Evil (Ondskan)
- 2003: Simon Löwenstark (Lejontämjaren)
- 2004: Der Fluch von Hellestad (Strandvaskaren)
- 2003: The Third Wave – Die Verschwörung (Den tredje vågen)
- 2005: Next Door (Naboer)
- 2005: Die beste Mutter (Äideistä parhain)
- 2006: Bei Einbruch der Dunkelheit (När mörkret faller)
- 2010: För kärleken

## Auszeichnungen (Auswahl)
- Guldbagge
  - 2002: Spezialpreis für den besten Schnitt